# Yeniceoba
 (juin 2009).
Si vous disposez d'ouvrages ou d'articles de référence ou si vous connaissez des sites web de qualité traitant du thème abordé ici, merci de compléter l'article en donnant les références utiles à sa vérifiabilité et en les liant à la section « Notes et références ».

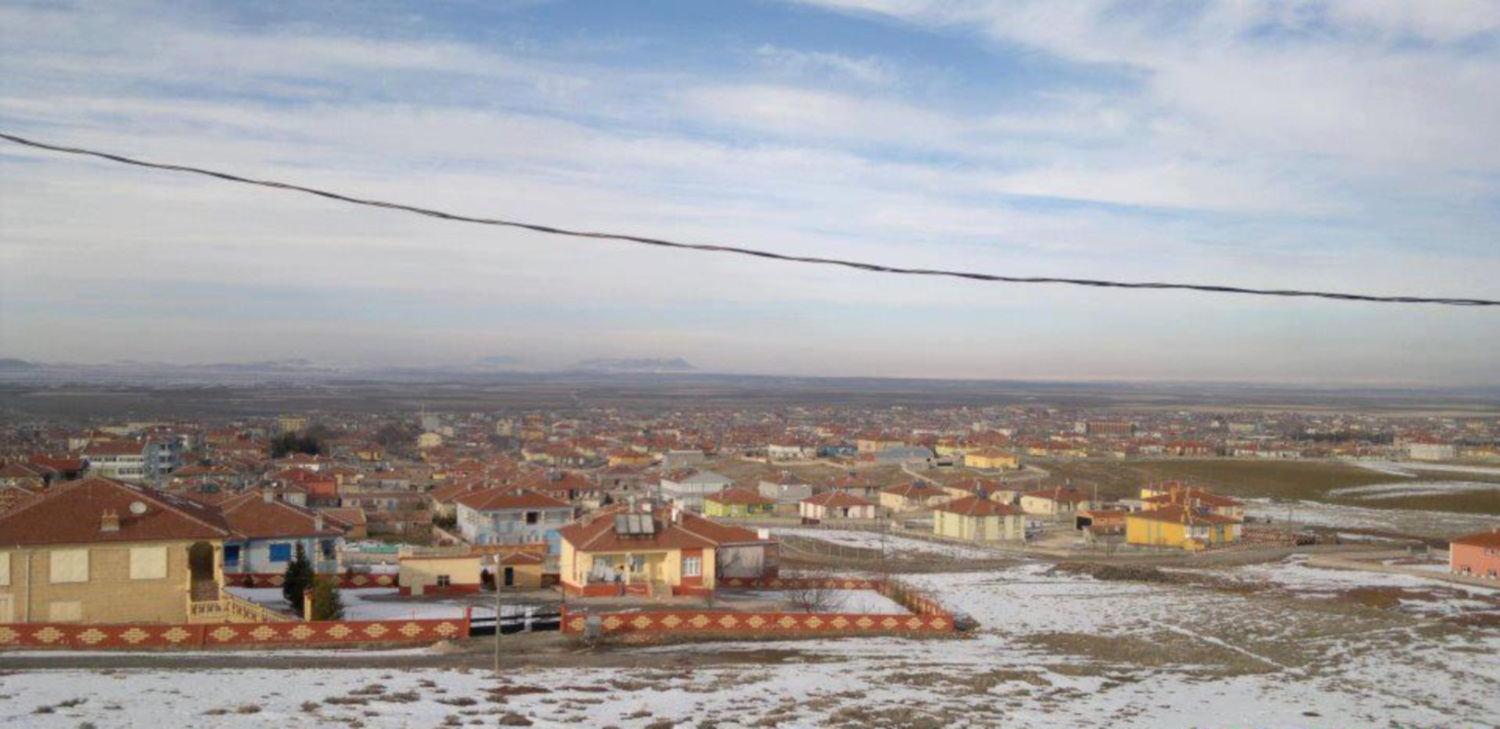
Yeniceoba

Yeniceoba, en kurde Încow, est une ville et une municipalité dans le district Cihanbeyli dans la province de Konya en Turquie. La population est de 6872 habitants à la fin de 2012. 
La ville est située à 130 km de Konya (Anatolie centrale), et Cihanbeyli, chef de district, est à 30 km.

## Histoire
Yeniceoba a été fondée en 1873. Les habitants de Yeniceoba étaient des membres du clan nommé reşian composé de douze clans. La fin des années 1870 est venue les gens d'Adıyaman, Kahramanmaraş, Malatya et Diyarbakır et voulait fonder la place et mettre le nom de Yeniceoba. Yeniceoba comporte huit villages Tol, Tekmezar, Karayusuf, Güzelyayla, Çelikler, Büyükkartal, Küçükkartal et Kepir. Yeniceoba est devenue une municipalité en 1955.
Dans les années 1970, les habitants sont partis en Europe pour travailler et gagner de l'argent avant de revenir. Cette émigration vers l'Europe a augmenté de 7 % à la fin des années 1980.
Il y a environ 2 000 personnes de Yeniceoba en Suède et autour de 3 000 au Danemark. 	
Principaux pays où se sont exilés les habitants de Yeniceoba : Allemagne, Suisse, France, Finlande, Norvège, Pays-Bas, Suède, Danemark, Autriche, Canada et Belgique.